# Hebaizi
Hebaizi (kinesiska: 河坝子镇, 河坝子) är en köping i Kina. Den ligger i provinsen Sichuan, i den sydvästra delen av landet, omkring 85 kilometer söder om provinshuvudstaden Chengdu. Antalet invånare är 7 039. Befolkningen består av 3 569 kvinnor och 3 470 män. Barn under 15 år utgör 15,0 %, vuxna 15-64 år 67 %, och äldre över 65 år 17,0 %.
Genomsnittlig årsnederbörd är 1 348 millimeter. Den regnigaste månaden är juli, med i genomsnitt 306 mm nederbörd, och den torraste är december, med 13 mm nederbörd.